# Aeroporto di Gold Coast
L'Aeroporto di Gold Coast è un aeroporto civile che serve la città australiana di Gold Coast, nello stato del Queensland.